# Андрей Лукич
Андрей Лукич (хорв. Andrej Lukić, нар. 2 квітня 1994, Нова Градиська) — хорватський футболіст, захисник клубу «Брага».

## Ігрова кар'єра
Народився 2 квітня 1994 року в місті Нова Градиська. Вихованець футбольної школи клубу «Осієк». Дорослу футбольну кар'єру розпочав 2012 року в основній команді того ж клубу, в якій провів два сезони, взявши участь у 24 матчах чемпіонату.
З літа і до кінця 2014 року для отримання ігрової практики грав на правах оренди у другому хорватському дивізіоні за «Цибалію», після чого повернувся в «Осієк», в якому з сезону 2015/16 став основним гравцем. Цього разу відіграв за команду з Осієка 78 матчів у чемпіонаті, забивши 5 голів.
На початку 2018 року перейшов у «Брагу», у складі якої не був основним гравцем і до кінця сезону зіграв лише два матчі в національному чемпіонаті.

## Статистика виступів

### Статистика клубних виступів
| Сезон             | Команда           | Чемпіонат         | Чемпіонат | Чемпіонат | Національний кубок | Національний кубок | Національний кубок | Континентальні кубки | Континентальні кубки | Континентальні кубки | Інші змагання | Інші змагання | Інші змагання | Усього | Усього |
| Сезон             | Команда           | Ліга              | Ігор      | Голів     | Ліга               | Ігор               | Голів              | Ліга                 | Ігор                 | Голів                | Ліга          | Ігор          | Голів         | Ігор   | Голів  |
| ----------------- | ----------------- | ----------------- | --------- | --------- | ------------------ | ------------------ | ------------------ | -------------------- | -------------------- | -------------------- | ------------- | ------------- | ------------- | ------ | ------ |
| 2012–13           | «Осієк»           | 1. ХФЛ            | 12        | 0         | КХ                 | 3                  | 0                  | -                    | -                    | -                    | -             | -             | -             | 15     | 0      |
| 2013–14           | «Осієк»           | 1. ХФЛ            | 12        | 0         | КХ                 | 1                  | 0                  | -                    | -                    | -                    | -             | -             | -             | 13     | 0      |
| 2014–15           | «Цибалія»         | 2. ХФЛ            | 12        | 2         | КХ                 | 2                  | 0                  | -                    | -                    | -                    | -             | -             | -             | 14     | 2      |
| 2014–15           | «Осієк»           | 1. ХФЛ            | 8         | 0         | КХ                 | -                  | -                  | -                    | -                    | -                    | -             | -             | -             | 8      | 0      |
| 2015–16           | «Осієк»           | 1. ХФЛ            | 28        | 2         | КХ                 | 3                  | 0                  | -                    | -                    | -                    | -             | -             | -             | 31     | 2      |
| 2016–17           | «Осієк»           | 1. ХФЛ            | 29        | 2         | КХ                 | 4                  | 0                  | -                    | -                    | -                    | -             | -             | -             | 33     | 2      |
| 2017–18           | «Осієк»           | 1. ХФЛ            | 13        | 1         | КХ                 | 3                  | 2                  | ЛЄ                   | 5                    | 1                    | -             | -             | -             | 21     | 4      |
| Усього за «Осієк» | Усього за «Осієк» | Усього за «Осієк» | 102       | 5         |                    | 14                 | 2                  |                      | 5                    | 1                    |               | -             | -             | 121    | 8      |
| 2017–18           | «Брага»           | ПЛ                | 0         | 0         | КП+КПЛ             | -                  | -                  | ЛЄ                   | 0                    | 0                    | -             | -             | -             | 0      | 0      |
| Усього за кар'єру | Усього за кар'єру | Усього за кар'єру | 114       | 7         |                    | 16                 | 2                  |                      | 5                    | 1                    |               | -             | -             | 135    | 10     |

## Досягнення
- Чемпіон Молдови (1) :

«Шериф»: 2019